# Karel, já a ty
Karel, já a ty je český filmový debut režiséra Bohdana Karáska z roku 2019. Jde o nízkorozpočtový film, který vypráví o mladém manželském páru, který žije na čas odděleně. Film měl premiéru na karlovarském filmovém festivalu.
Saša cítí, že se její vztah s manželem Karlem vyčerpal, a tak od něj na čas odchází. Útočiště nachází u Dušana. Oba se snaží zorientovat ve svých vztazích a vzájemně jsou si v tomto tápání oporou. Celovečerní debut Bohdana Karáska klade důraz na přirozenost dialogů i hereckých výkonů. S neokázalou elegancí a subtilním humorem představuje svět třicátníků, kteří hledají, nacházejí a někdy i ztrácejí přátele i životní partnery.

## Obsazení
| Jenovéfa Boková      | Saša              |
| Bohdan Karásek       | Dušan             |
| Miloslav König       | Karel             |
| Marie Švestková      | Daniela           |
| Petra Nesvačilová    | Iva               |
| Lukáš Bouzek         | Mára              |
| Petr Marek           | Patrik Heller     |
| Marie Anna Krušinová | Sára              |
| František Host       | Jirka, Sašin otec |
| Anna Bubníková       |                   |
| Markéta Ptáčníková   |                   |
| Eliáš Jeřábek        |                   |
| Vít Klusák           |                   |
| Johana Ožvold        |                   |
| Jan Březina          |                   |
| Vít Zapletal         |                   |

## Recenze
- Mirka Spáčilová, iDNES.cz [2]
- Tomáš Stejskal, Aktuálně.cz
- Ondřej Pavlík, A2
- František Fuka, FFFilm
- Kamil Fila, Ještě větší kritik Archivováno 27. 2. 2020 na Wayback Machine.
- Marek Koutesh, Česká televize
- Rimsy, MovieZone.cz